# Regidor (kommun)
Regidor är en kommun i Colombia.   Den ligger i departementet Bolívar, i den norra delen av landet, 500 km norr om huvudstaden Bogotá. Antalet invånare är 8 796.